# Anna Easteden

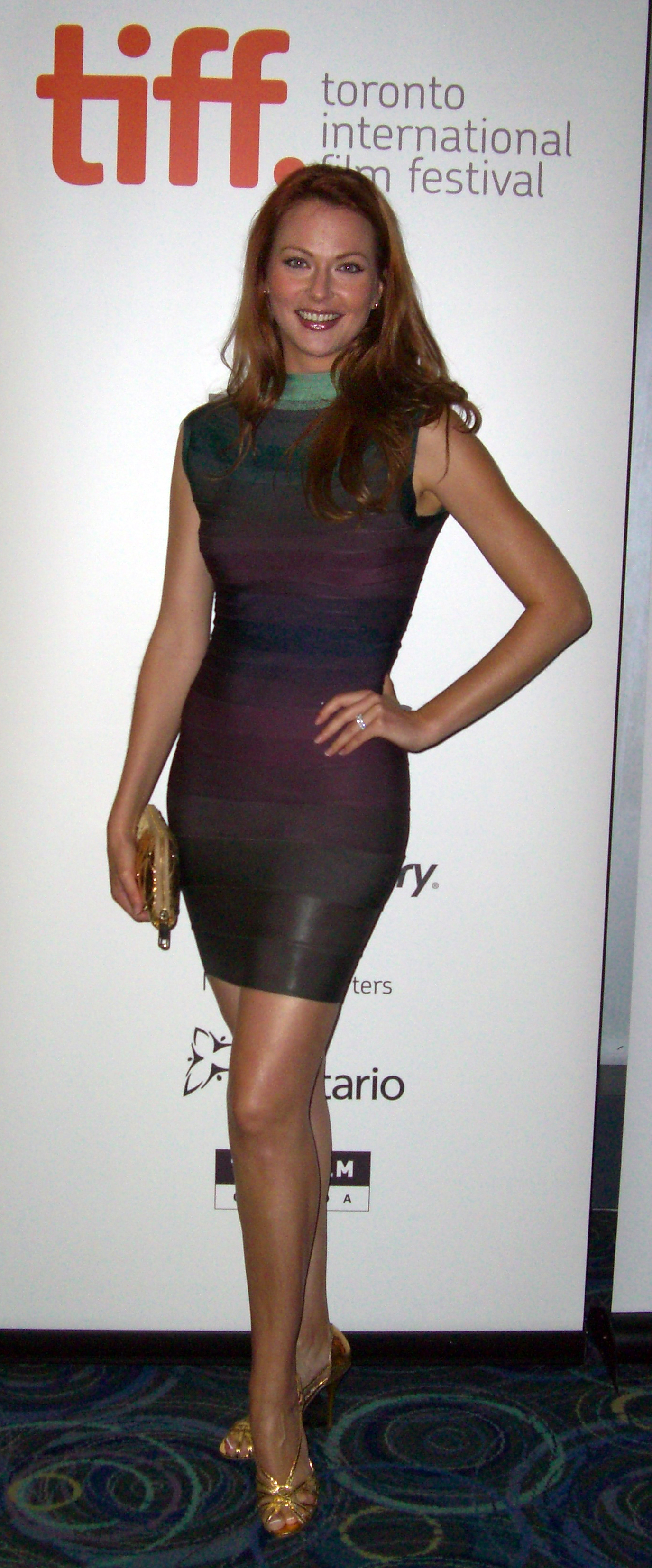
Anna Easteden beim Toronto International Film Festival 2009

Anna Easteden (* 29. November 1976 in Tohmajärvi als Anna Katariina Shemeikka) ist eine finnisch-US-amerikanische Schauspielerin. Sie ist bekannt für ihren Auftritt als Bee Sting in Who wants to be a superhero? (2007).

## Leben
Easteden wurde im finnischen Tohmajärvi als Tochter von erfolgreichen Milchbauern geboren. Sie hat einen jüngeren Bruder namens Antti. Easteden wuchs bis zum Teenageralter in Finnland auf, zeigte herausragende schulische Leistungen und absolvierte den Abschluss als Jüngste der Klasse.

### Modelkarriere
Easteden schloss eine finnische Modelschule im Alter von 12 Jahren ab und wurde kurz darauf für ihren ersten Modeljob in Finnland gebucht. Sie erschien auf ihrer ersten Titelseite, nachdem sie einen nationalen Wettbewerb gewann, der von einem populären Teenager-Magazin veranstaltet wurde: „SinäMinä“ (als Anna Shemeikka).
Easteden erhielt daraufhin ihren ersten internationalen Model-Vertrag von einer japanischen Model-Agentur und ging nach Tokio. Dort erschien sie in Werbeanzeigen von Unternehmen wie Kanebō, Sony, Nissan, Wacoal, Oricom und NEC. Sie war das Haus-Model von Akira Kimijima und hatte einen Exklusivvertrag mit einem japanischen Kosmetikunternehmen.
Easteden arbeitete außerdem als Model in Hongkong, Taiwan, Korea, Singapur, Malaysia, Indonesien, Neuseeland, der Slowakei, Guam und letztendlich in den USA, wo Easteden für zahlreiche Unternehmen als Model arbeitete.

### Schauspielkarriere
Easteden startete ihre Schauspielkarriere in Werbespots in Japan, Taiwan und den USA. In ihrer ersten Rolle spielte sie Dornröschen im gleichnamigen Theaterstück, welches im Downer’s Grove Tivoli Theater in Chicago aufgeführt wurde.
Easteden ist bekannt für ihren Auftritt als Superschurkin Bee Sting in Who wants to be a superhero?. Ihre anderen Fernsehrollen beinhalten Bones – Die Knochenjägerin (2006), Passions (2008) und Zeit der Sehnsucht (2003).

### Humanitäre Arbeit
Easteden leitete eine vergleichende Forschungsstudie über die verschiedenen rechtlichen Aspekte der Asylverfahren in ausgewählten europäischen Ländern für den Flüchtlingskommissar der Vereinten Nationen in Bratislava.
Easteden setzt ihre Arbeit in Bratislava mit einem internationalen Partner der „Die Gründung der bürgerlichen Gesellschaft“ (USA) fort. Dort war sie an der Bürgerkampagne „OK 98 für freie und faire Wahlen“ beteiligt.

### Persönliches
Easteden heiratete 2007 den US-amerikanischen Baseballtrainer Rob McKinley. Easteden lebt in Los Angeles.

## Filmografie
- 2001: Inside Schwartz (Fernsehserie, eine Folge)
- 2002: Law & Order (Fernsehserie, eine Folge)
- 2003: Nudity Required
- 2003: Harmless (Kurzfilm)
- 2003: Zeit der Sehnsucht (Days of Our Lives, Fernsehserie, eine Folge)
- 2005: Dear Jimmy (Kurzfilm)
- 2005: 3 Wise Women
- 2005: Medium – Nichts bleibt verborgen (Medium, Fernsehserie, eine Folge)
- 2005: Happy Endings
- 2006: Bones – Die Knochenjägerin (Bones, Fernsehserie, eine Folge)
- 2006: Funnie Mobee’s: Best Friend (Kurzvideo)
- 2006: Funnie Mobee’s: A Convict’s Love (Kurzvideo)
- 2007: You’re So Dead
- 2007: Who Wants to Be a Superhero? (Fernsehserie, drei Folgen)
- 2007: John from Cincinnati (Fernsehserie, eine Folge)
- 2008: Ante Up
- 2008: Passions (Fernsehserie, eine Folge)
- 2008: Secret Fridays (Fernsehserie, eine Folge)
- 2009: Allure (Kurzfilm)
- 2009: Scheidung auf Finnisch (Haarautuvan rakkauden talo)
- 2009: Saidoweizu
- 2010: Jimmy Kimmel Live! (Fernsehserie, eine Folge)
- 2011: A Mann’s World (Fernsehfilm)
- 2011: Two and a Half Men (Fernsehserie, eine Folge)
- 2011: A Standard Story (Kurzfilm)
- 2011: Temazcal (Kurzfilm)
- 2011: Taste of Suomi (Kurzfilm)
- 2012: Killer Agent (Kurzfilm)
- 2013: Minutesworth (Fernsehserie, fünf Folgen)
- 2013: A Voice in the Dark
- 2013: Nothing Like the Sun (Kurzfilm)
- 2013: Everything Twas (Kurzfilm)
- 2014: Nothing Like the Sun (Kurzfilm)
- 2016: Ribbons
- 2018: Star Power
- 2018: Imperilment
- 2018: Junkie
- 2028: Vampire Line (Fernsehserie, eine Folge)
- 2019: Miles to go
- 2019: Neila
- 2022: Outo kesä (Fernsehserie, sechs Folgen)
- 2023: Los Angelesin kuningas (Fernsehserie, zehn Folgen)
- 2024: The Legend of Catclaws Mountain